# Tour du Saint Cordon

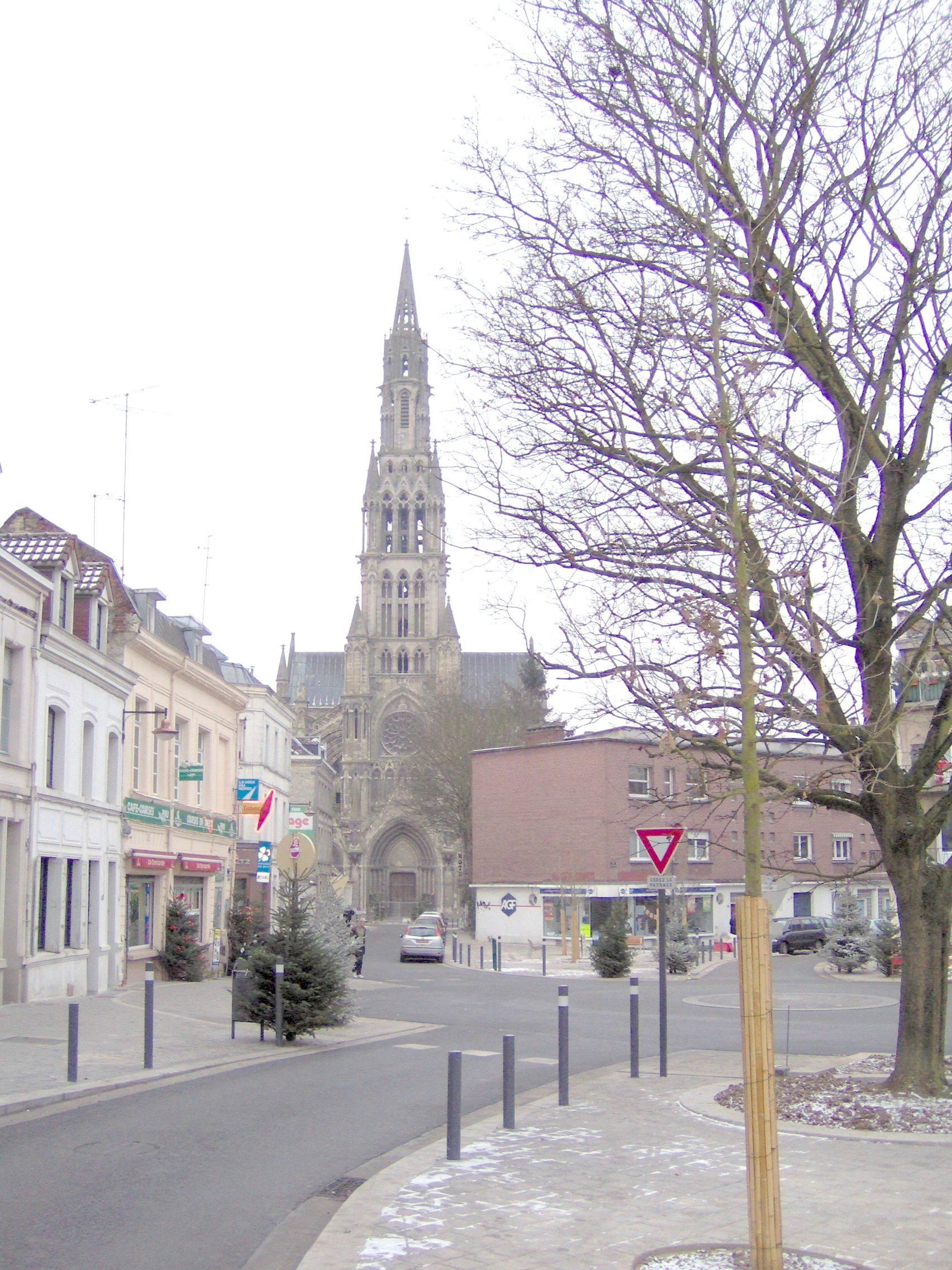
La basilique Notre-Dame-du-Saint-Cordon où le pèlerinage a lieu chaque année.

Le Tour du Saint-Cordon est une procession qui a lieu chaque année à Valenciennes le deuxième dimanche de septembre. Il s'agit d'une procession religieuse prenant place depuis environ un millénaire et consacrée à Notre Dame du Saint-Cordon, dont la statue est portée tout au long du parcours. Cette procession possède un important rôle civique pour la ville de Valenciennes. 
Le Tour du Saint-Cordon a été classé à l'Inventaire du patrimoine culturel immatériel en France en 2023.

## Le "Miracle" de Notre Dame du Saint Cordon
En l'an 1008, la peste ravageait le Valenciennois. Selon les chroniques, les habitants, terrorisés, s'en remirent aux mains divines et prièrent la Vierge Marie de leur venir en aide. Le dernier jour d'août, le moine ermite appelé Bertholin fut visité par la Vierge Marie qui lui demanda de regrouper les habitants pour prier près de l'église qui lui était consacrée. Après sept jours, Notre-Dame apparut, accompagnée de nombreux anges, portant un cordon écarlate. Elle demanda aux anges d'entourer la ville et ses faubourgs de ce cordon, puis tous disparurent lorsque ce fut fait. Elle réapparut aussitôt au moine Bertholin et lui demanda d'organiser dès le lendemain, et chaque année, une procession le long du tracé du cordon. La contagion cessa et tous les malades furent guéris. 
Historiquement, si ce récit fait l'unanimité, les sources anciennes restent discrètes sur le Saint Cordon. Si plusieurs chroniqueurs médiévaux narrent l'histoire de Valenciennes sans citer le Saint Cordon, c'est avec Louis de la Fontaine, dit Wicar que ses trouve le premier récit du "Miracle". Une miniature d'Hubert Cailleau illustre le manuscrit conservé à la médiathèque municipale. Ce texte est cité de manière très similaire chez les historiens suivants, tels Simon Le Boucq ou Oultreman. Le nom de Bertholin est rajouté au XVIIIe siècle. Simon Le Boucq fournit même, dans ses écrits, un plan de l'emplacement auquel a été déposé le Cordon autour de la ville. Ce plan permet de mieux comprendre la géographie religieuse de Valenciennes à cette époque.

## Histoire du Tour du Saint Cordon
Si le premier récit conservé du "Miracle" du Saint Cordon date de 500ans après celui-ci, la procession annuelle est attestée depuis plus anciennement. En 1312, un acte évoque la "procession de Valenciennes", fixée au 8 septembre. De même, un règlement de Guillaume le Bon (1304-1337) évoque le trajet de la procession comme une "référence ancienne et connue de tout le monde". Vers 1250, un chemin dit de la procession, correspondant à celui du Tour, est attesté à Valenciennes.
Historiquement, les fêtes de Valenciennes commençaient le 1er septembre avec la Saint Gilles, patron historique de la ville de Valenciennes. Des textes anciens décrivent la processions et la succession de corps ou de confréries. En 1660, un carmes valenciennois compare la sauvegarde de la ville lors du siège de celle-ci au miracle de 1008. Cette comparaison marque une tentative d'appropriation de cette dévotion par l'ordre des carmes.  

## La confrérie des royés
Le service autour de la statue de Notre-Dame du Saint-Cordon est assuré par les membres de la Confrérie des Royés.Comme pour la procession, l'histoire avant 1250 de cette confrérie est mal connue. La plus ancienne attestation de cette confrérie date de 1380. Cette mention évoque un renouvellement de l'ancienne châsse, en mauvais état. Supprimée à la Révolution française, elle fut restaurée par la suite. La confrérie est traditionnellement en charge de chanter l'office de la veille de la procession, de préparer celle-ci. Les membres de la confrérie portaient des costumes rayés, d'où le nom de la confrérie. A partir du XVIe siècle, le costume se simplifie. L'origine des rayures est mal connue. 
La confrérie se compose de plusieurs catégories de membres. Les Royés actifs sont, aujourd'hui, au nombre de 40. Valenciennois, ils s’engagent à préparer et à participer à l’ensemble des manifestations en l’honneur de Notre-Dame du Saint-Cordon, en particulier au moment du Grand Tour, et à accompagner chaque sortie de la statue. Les Royés honoraires sont d'anciens anciens Royés actifs ayant cessé leur service, souvent en raison de l’âge ou de l’état de santé. Les Royés à la suite sont en attente d'intégrer le groupe des Royés actifs, ils participent déjà pleinement au service et sont appelés à devenir Royés actifs au fur et à mesure des places disponibles. Les Royés d’Honneur sont des hommes ou femmes ayant contribué de manière significative au rayonnement du culte de Notre-Dame du Saint-Cordon. Les Royés se reconnaissent à leurs insignes : un brassard bleu rayé de blanc, une cravate jaune et grise et un bâton garni de buis.
D'autres confréries spécifiques ont accompagné le Tour du Saint Cordon. C'est le cas de la confrérie des Damoiseaux. Cette confrérie avait son propre reliquaire comme le souligne un texte de 1310. En 1333, la confrérie est organisée et limitée à trente personnes. Ils portent un costumes spécifique. Cette confrérie aurait été créée pour accueillir les nobles  et se différencier ainsi des marchands et bourgeois. A partir de la conquête française en 1677, cette confrérie perd de l'importance et disparaît avant la Révolution.

## Le pèlerinage aujourd'hui
Fixée au départ tous les 8 septembre (jour où l'on célèbre la nativité de Notre Dame), la date du tour devint mobile et fut placée le deuxième dimanche de septembre. Le tour part en principe de la basilique Notre-Dame-du-Saint-Cordon, puis s'étend sur 18 kilomètres avec de nombreux arrêts autour de la ville. Les Royés portent la statue de la vierge, tenant le cordon. La ville est décorée à ses couleurs (bleu ciel et blanc). Des milliers de personnes participent chaque année à ce tour, ou au plus petit, organisé le matin pour ceux qui ne peuvent pas suivre le grand tour.
Le pèlerinage est avant tout festif, et regroupe toutes les classes d'âge : des personnes âgées qui le suivent par tradition et ferveur aux enfants qui se retrouvent pour une journée de recueillement. La présence des associations catholiques y est forte, et des pèlerins de tout le diocèse sont présents.
Le petit tour démarre à la suite de la messe solennelle de 9 h et suit les anciennes fortifications de la ville (boulevards actuels) et le grand tour part à 11 h 30 pour revenir en ville vers 17 h 30. De nombreux arrêts aux églises qui jalonnent le parcours sont organisés pour prier, pour donner le temps aux moins rapides de rejoindre les autres, et pour donner la possibilité aux pèlerins de rendre hommage à la vierge, en embrassant son habit ou en touchant sa main ou le cordon de sa statue. L'Ave Maria résonne tout le long de la journée et les bougies appellent d'autres pèlerinages (Lourdes, Fatima, ...)

## Millénaire
Le tour du Saint Cordon est l'un des seuls pèlerinages au monde à avoir atteint le millénaire et à toujours exister.
La commémoration s'est étalée sur une année, en partie en raison de travaux importants non terminés à la basilique : en septembre 2008 a donc été célébré le millième anniversaire des apparitions, et en 2009, celui du Tour du Saint Cordon.

## Tour du Saint Cordon au patrimoine culturel de France
Depuis le 16 mars 2023, le tour du Saint Cordon est classé au patrimoine culturel immatériel en France.